# 云南丫蕊花
云南丫蕊花（学名：Ypsilandra yunnanensis）为百合科丫蕊花属下的一个种。其种加词 yunnanensis 意为“云南的”。